# Seč (district de Chrudim)
Pour les articles homonymes, voir Seč.
Seč (en allemand : Setsch) est une ville du district de Chrudim, dans la région de Pardubice, en République tchèque. Sa population s'élevait à 1 738 habitants en 2022.

## Géographie
Seč se trouve à 7 km à l'est-sud-est de Třemošnice, à 16 km au sud-ouest de Chrudim, à 23 km au sud-sud-ouest de Pardubice et à 91 km à l'est-sud-est de Prague.
La commune est limitée par Třemošnice au nord-ouest et au nord, par Bojanov et Horní Bradlo à l'est, par Rušinov, Klokočov et Jeřišno au sud, et par Běstvina à l'ouest.

## Histoire
La première mention écrite de la localité date de 1318.

## Administration
La commune se compose de dix sections :
- Hoješín
- Javorka
- Kraskov
- Počátky
- Proseč
- Prosíčka
- Přemilov
- Seč
- Ústupky
- Žďárec u Seče

## Galerie

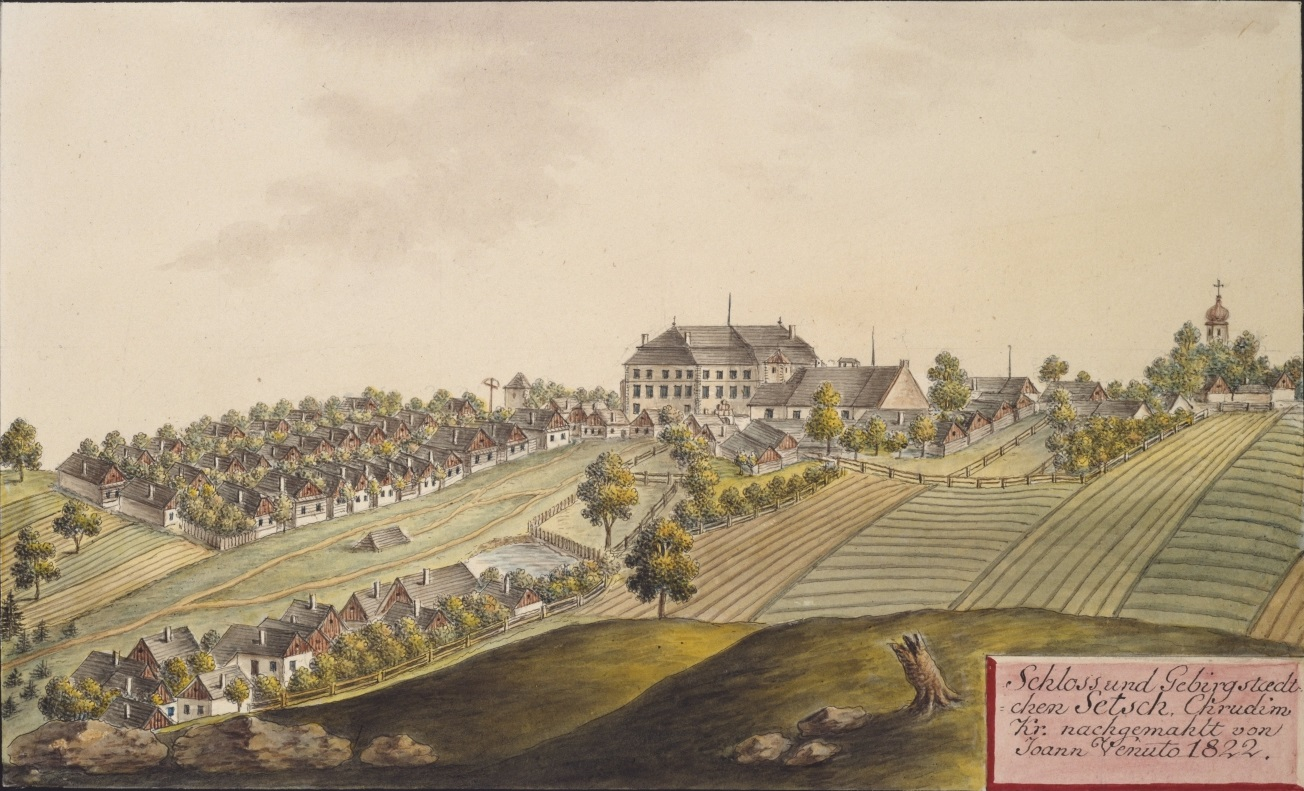
Château de Seč en 1822, par Joann Venuto.
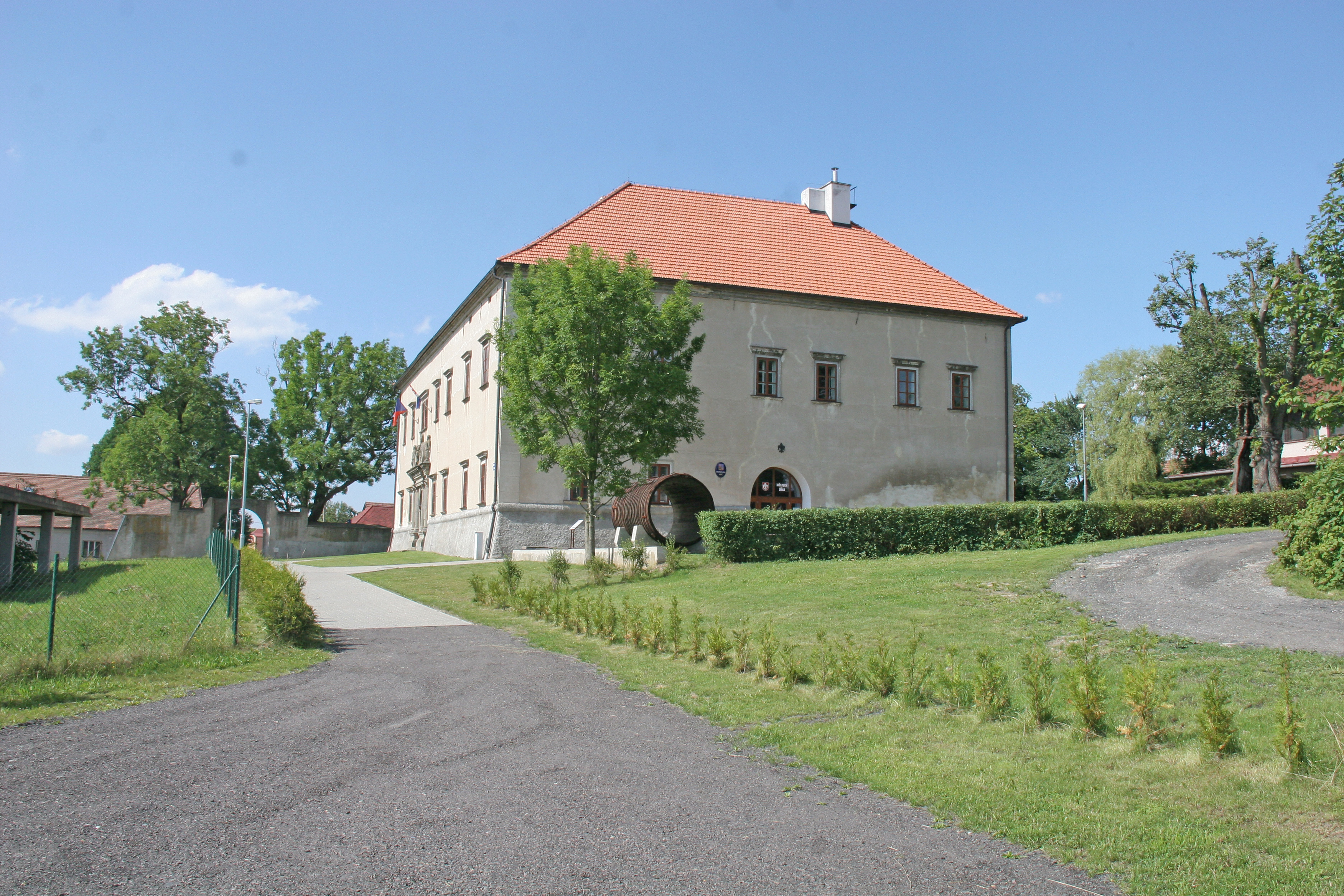
Château de Seč.

## Transports
Par la route, Seč se trouve à 11 km de Nasavrky, à 20 km de Chrudim, à 30 km de Pardubice et à 118 km de Prague. 